# Mitsubishi J2M
Mitsubishi J2M Raiden (Japanska: 雷電) var ett japanskt enmotorigt jaktplan som användes under andra världskriget. Planet utvecklades av Mitsubishi för den Kejserliga japanska flottans flygkår och var i tjänst mellan 1942 och 1945. Dess allierade rapporteringsnamn var Jack. J2M var ett enmotorigt lågvingat helmetallplan med ensitsig förarkabin, driven av en Mitsubishi 14-cylindrig stjärnmotor. Beväpningen var kraftfull för sin tid, och bestod vanligtvis av fyra fast monterade automatkanoner.
Japans krigssituation mot slutet av stillahavskriget, svårigheter att få tag i bränsle av hög kvalitet samt brist på reservdelar och erfarna piloter mitigerade planets effektivitet. Totalt konstruerades 621 exemplar innan krigsslutet.

## Utveckling
Utvecklingen av J2M började 1938 under chefsdesignern Jirō Horikoshi, som skapade det berömda jaktplanet A6M Zero. Det nya planet skulle vara ett defensivt jaktplan, specialiserat på att verka mot fiendens högt flygande bombflygplan. Manöverbarhet var därför inte prioriterat, vilket var mycket ovanligt vid denna tid i Japan, utan istället ansågs de viktigaste egenskaperna vara stigförmåga, beväpning och hastighet. 
Flottans flygkår utfärdade följande krav på det nya jaktplanet:
- Maximal hastighet på minst 601,9 km/h vid 6 000 meters höjd
- Stigförmåga att nå 6 000 meter på maximalt 5 minuter och 30 sekunder
- Maximal flyghöjd minst 11 000 meter
- Beväpning bestående av minst två 20 mm akan och två 7,7 mm ksp
- Pansarplåt bakom förarkabinen

Arbetet kom snabbt igång och en fullskalig modell stod klar i december 1940. Motorn behövde vara mycket kraftfull för att det nya jaktplanet skulle uppnå kraven, och Mitsubishi Kasei valdes för denna uppgift. Detta var en 14-cylindrig, två radig, luftkyld stjärnmotor, som vid denna tidpunkt fortfarande var i utvecklingsstadiet, men förväntades kunna leverera minst 1 400 hk. Mitsubishi Kasei var en stor motor till diametern, och var ursprungligen tänkt att användas i större, tvåmotoriga flygplan. 
För att mitigera denna motors stora diameter, och därför luftmotstånd, placerades den långt in i flygkroppen. På detta sätt kunde nosens diameter göras mindre, vilket ger lägre luftmotstånd. Problemet med detta blir i sin tur kylningen av motorn, vilket löstes genom att placera en kylfläkt längst fram i nosen, som effektiviserade luftkylningen. Propellern drevs av en längre drivaxel. Denna flygkropp får därför ett mycket karaktäristiskt, trubbigt utseende. 
Den första prototypen, J2M1, kunde testflygas i mars 1942, och uppnådde då en maximal hastighet på 598 km/h. En rad problem uppdagades allteftersom testflygningarna fortskred, exempelvis det infällbara landningsstället och motorns pålitlighet. J2M1 hade en Mitsubishi Kasei-motor av modell 13 och beväpning bestående av två 7,7 mm ksp typ 97 placerade ovanför motorn samt två 20 mm automatkanoner typ 99.
Efter att dessa problem antogs vara lösta introducerades planet i aktiv tjänst i december 1942.

## Användning

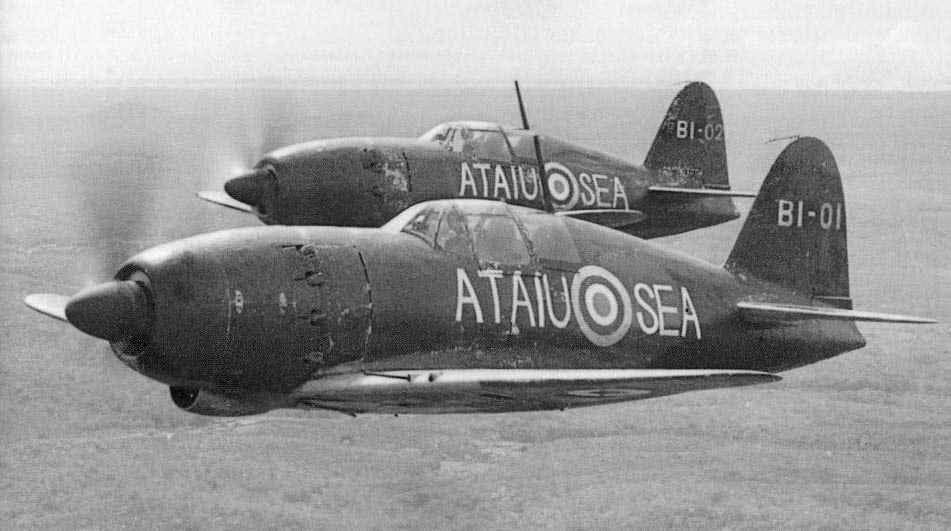
J2M som erövrats av allierade styrkor testas över Malaysia, december 1945

Produktionen av J2M gick långsamt, endast 14 hade tillverkats i mars 1943, och mellan denna tidpunkt och mars 1944 hade endast 141 tillverkats. J2M2 var den första serieproduktionsvarianten, dessa behöll den ursprungliga beväpningen men använde en ny version av Mitsubishi Kasei-motorn, modell 23. Flera mindre ändringar gjordes, så som cockpitglasets utformning. 
J2M tjänstgjorde i begränsat antal. Slutsatsen som drogs var att planet kunde vara mycket effektivt, men behövde användas tillsammans med A6M Zero på grund av dess begränsade manöverförmåga. Det rekommenderades att produktionen av J2M skulle läggas ned och resurser istället skulle koncentreras till Kawanishi N1K2, som ansågs ha mycket större potential och vara ett bättre jaktplan. Problem med Nakajima Homare-motorn som användes i N1K2 gjorde dock att J2M fortsatte produceras.
J2M sattes framförallt in mot amerikanska B29 bombflygplan på grund av dess tunga beväpning och goda stigförmåga, men på grund av dess få antal kunde de inte göra någon större skada på den amerikanska bombplansstyrkan. Planet var svårfluget och kunde enligt uppgift uppvisa förrädiska flygegenskaper, vilket gjorde att många flygplan förlorades under träningar. Det kända flygarässet Saburo Sakai flög J2M vid ett antal tillfällen. Han poängterade att han uppskattade planets förmåga att nå höga hastigheter, dess tunga beväpning, cockpitpansar samt effektivitet mot B29-bombplan, men noterade att många piloter förlorades i luftdueller med amerikanskt jaktflyg då de inte var vana vid planets oförmåga att manvrörera, i jämförelse med Zero. 
Efter krigsslutet erövrades ett antal J2M av de allierade styrkorna och skickades till Amerika där minst två testades med 92-oktanigt bränsle. J2M2 uppnådde hastigheten 655 km/h på 5 520 meters höjd, och J2M3 uppnådde 671 km/h på 4 980 meters höjd.

## Varianter

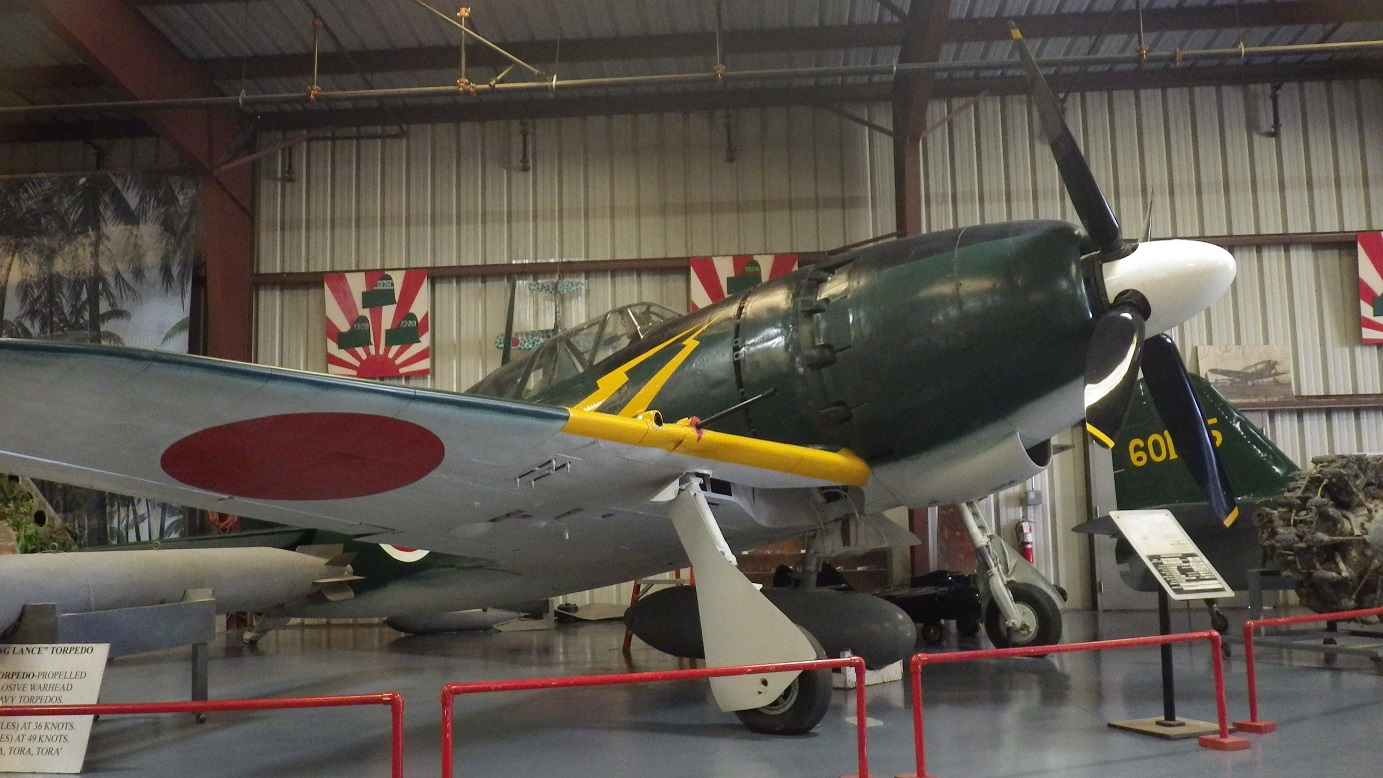
Troligtvis den enda kvarvarande: J2M3 modell 21 bevarad i Kalifornien, USA. Notera flygkroppens avsmalnande vid nosen, tänkt att resultera i lägre luftmotstånd.

- Troligtvis den enda kvarvarande: J2M3 modell 21 bevarad i Kalifornien, USA. Notera flygkroppens avsmalnande vid nosen, tänkt att resultera i lägre luftmotstånd.J2M1 - Första prototypen. Utrustad med en Mitsubishi Kasei 13-motor, 1 400 hk. Beväpningen bestod av 2 × 20 mm akan samt 2 × 7,7 mm ksp. Byggd i 8 exemplar.
- J2M2 modell 11 (一一型) - Utrustad med en Mitsubishi Kasei 23a-motor, 1 850 hk. Beväpning oförändrad från J2M1.
- J2M3 modell 21 (二一型) - Beväpning uppgraderad till 4 × 20 mm akan typ 99, två av modell 1 och två av modell 2.
- J2M4 modell 32 (三二型) - Prototyp utrustad med en Mitsubishi Kasei 23c-motor, 1 820 hk. Flera olika beväpningar testade, bland annat en 20 mm typ 99 akan, monterad strax bakom cockpit, skjutande uppåt och snett framåt, i schräge musik-konfiguration.
- J2M5 modell 33 (三三型) - Motor ändrad till Mitsubishi Kasei 26. Flera justeringar gjorda för att öka planets prestanda på högre höjder. Beväpning var 2 × 20 mm typ 99 akan av modell 2, alternativt 2 × 30 mm typ 5.
- J2M6 modell 31 (三一型) - Version med ny huv runt cockpit för bättre sikt.
- J2M7 modell 23 (二三型) - Version med Mitsubishi Kasei 26-motor. Ett fåtal byggda.

Notera att modellsiffran indikerar ordningen i vilka de konstruerades. J2M7 byggdes således före J2M5.